# Południowoniemiecka kultura pól popielnicowych
Południowoniemiecka kultura pól popielnicowych – kultura archeologiczna środkowej i młodszej epoki brązu. Należy do kręgu kultur pól popielnicowych. Eponimem dla niej, oprócz obszaru, na którym występują jej stanowiska, są typowe dla niej rozległe cmentarzyska ciałopalne popielnicowe.

## Geneza

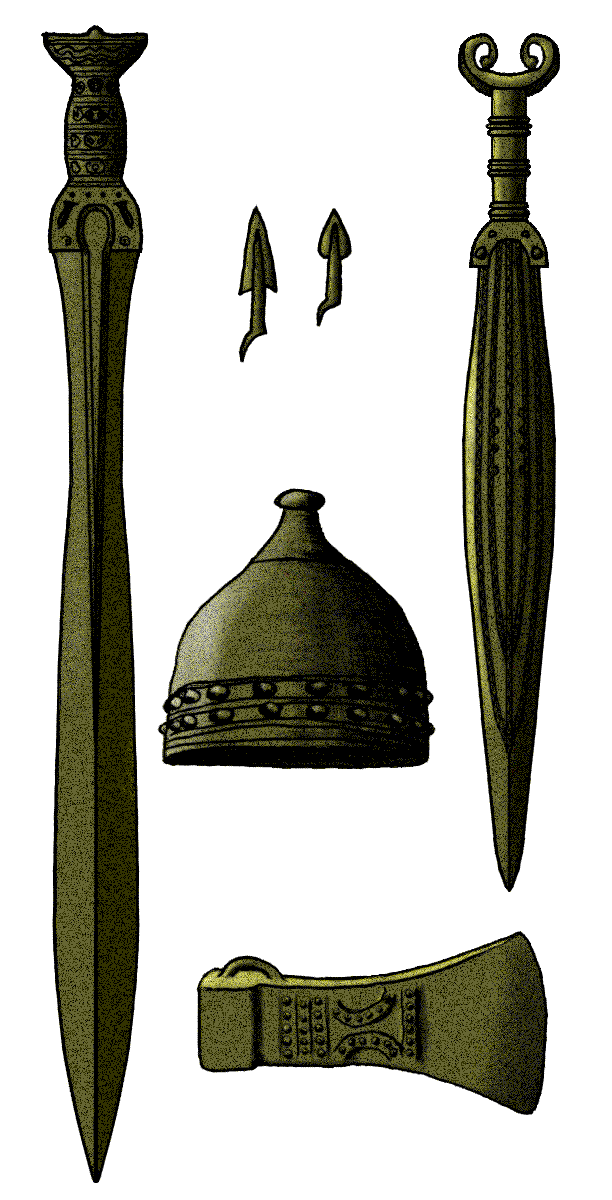
Inwentarz metalowy

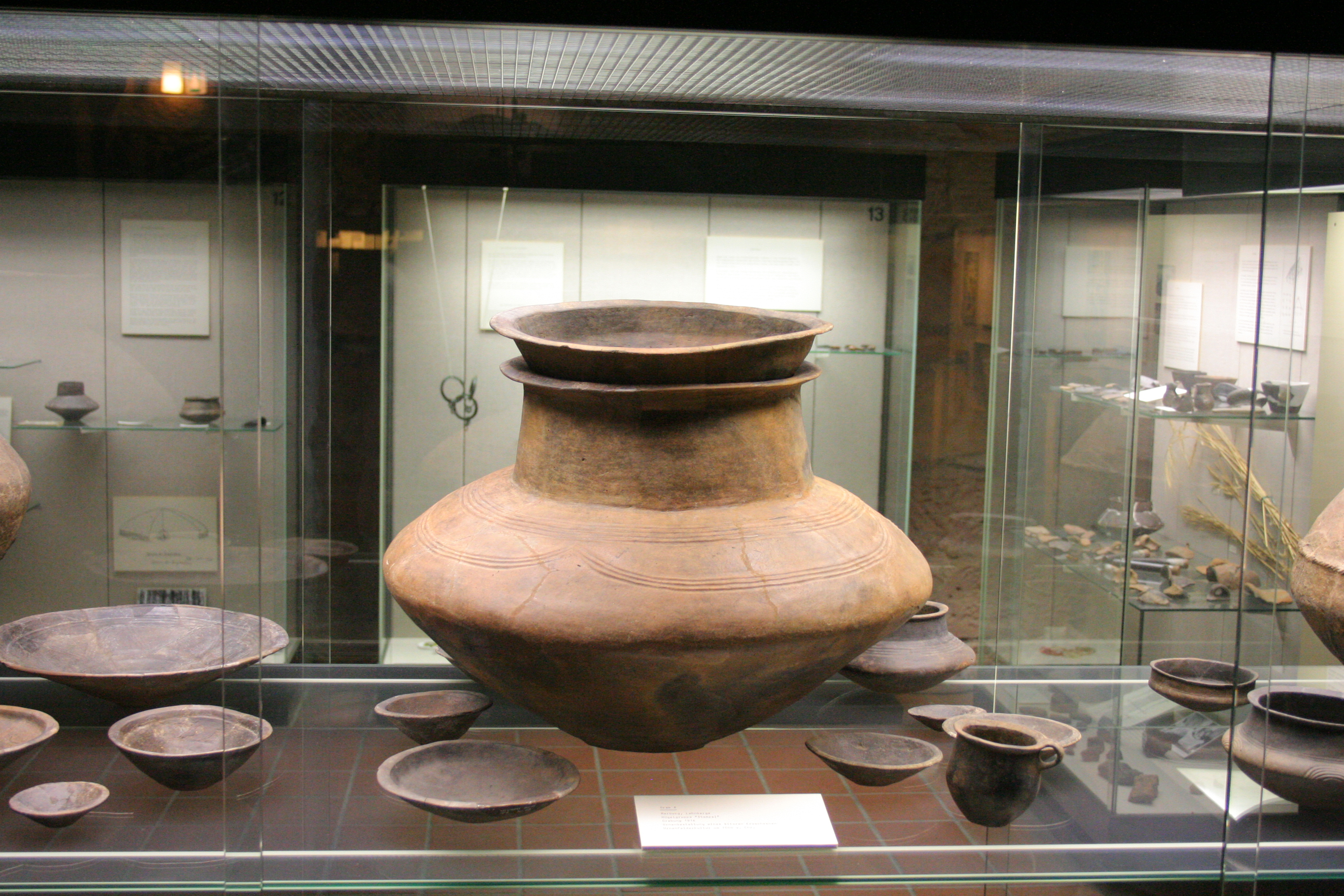
Popielnica

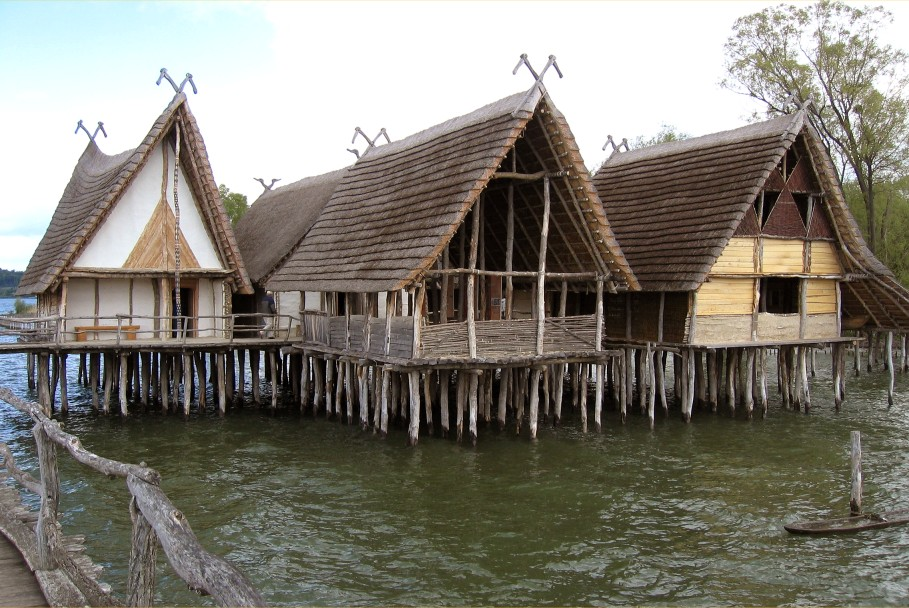
Rekonstrukcja osady palafitowej w Pfahlbauten

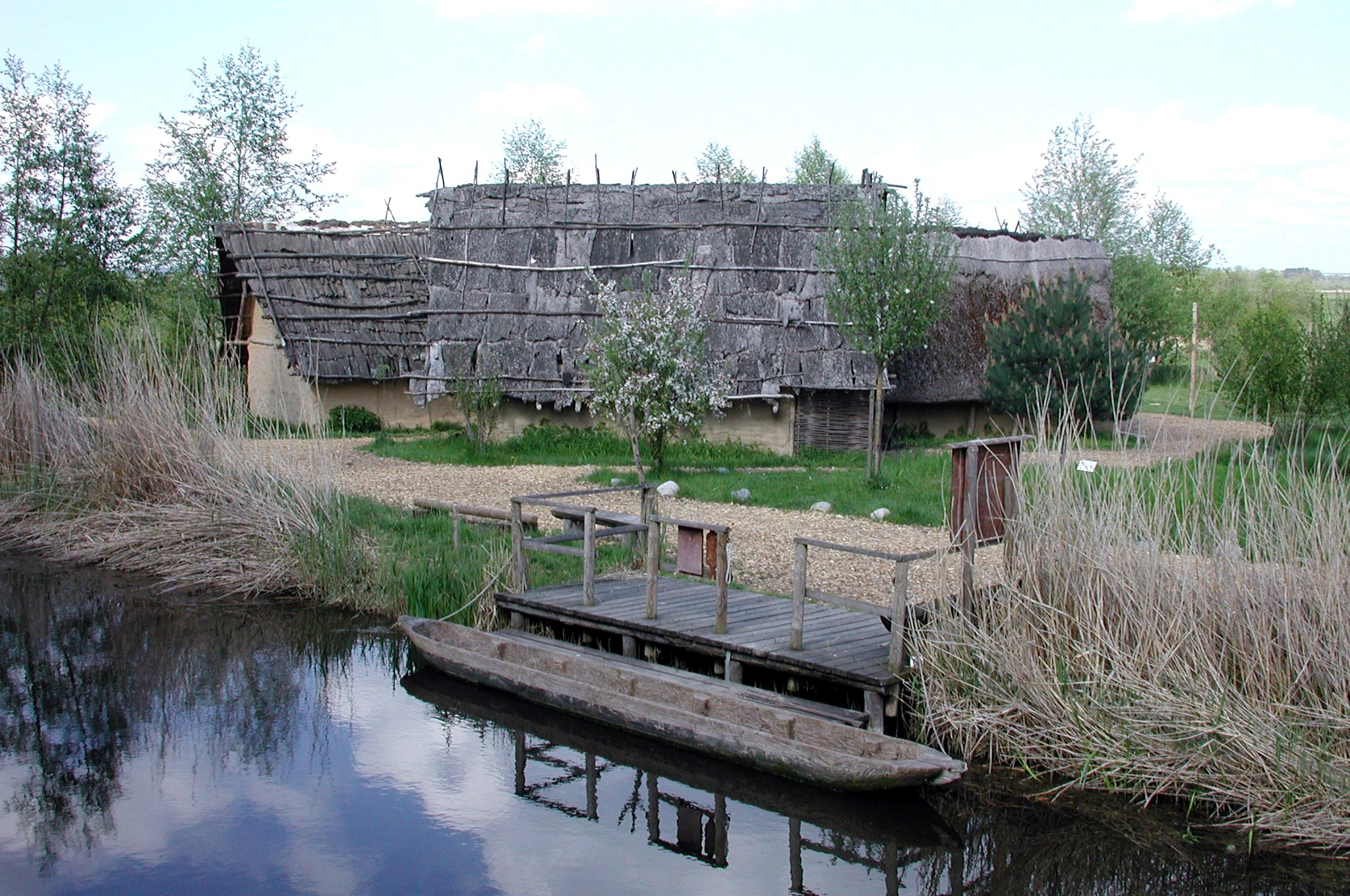
Rekonstrukcja osady w Moordorf

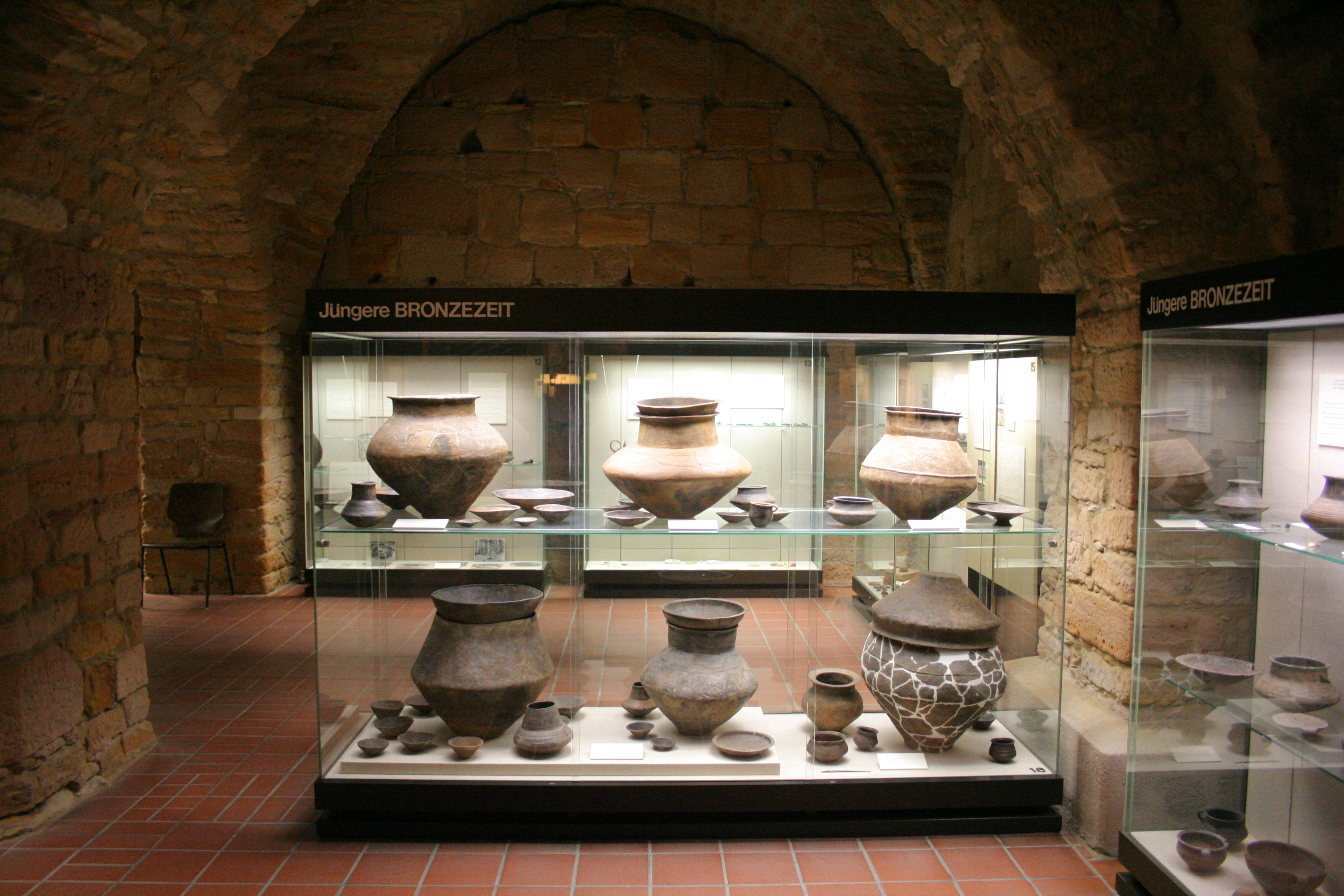
Naczynia

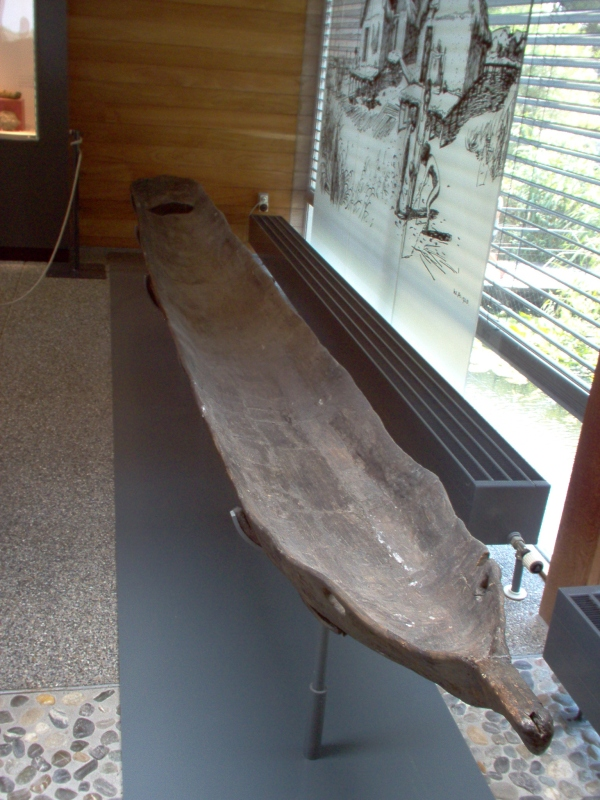
Łódka z Bad Buchau

Południowoniemiecka kultura pól popielnicowych rozwinęła się na bazie wcześniejszych jednostek należących do kręgu kultur mogiłowych. Proces ten miał miejsce w okresie brązu D (1300–1200 lat p.n.e.), czyli podczas trwania tak zwanej fazy Rigsee. W ostateczności w okresie Hallstatt A (1200–1000 lat p.n.e.), wraz z kulturą północnotyrolską i dolnoreńską omawiana jednostka doprowadziła do unifikacji kulturowej obszarów położonych między Alpami a Niżem Niemieckim, gdzie rozwijała się kultura nordyjska.

## Chronologia i obszar występowania
Omawiana kultura rozwijała się od brązu D do końca okresu Hallstatt B, według podziału chronologicznego dokonanego przez Paula Reineckego, czyli w latach 1300–800 p.n.e. W jej rozwoju wyróżniamy trzy fazy:
- Faza przejściowa (faza Riegsee) – faza wyróżniana pomiędzy kulturą kręgu mogiłowego a kulturą kręgu pól popielnicowych. Datowana jest na okres brązu D (1300–1200 lat p.n.e.)
- Faza starsza – okres rozkwitu południowoniemieckiej kultury pól popielnicowych, datowany na Hallstatt A (1200–1050/1020 lat p.n.e.). Dzieli się na:
  - stopień Hart – w okresie Hallstatt A1 (1200–1100 lat p.n.e.)
  - stopień Unteraching lub Langengeisling – w okresie Hallstatt A2 (1100–1050/1020 lat p.n.e.)
- Faza młodsza – datowana jest na okres Hallstatt B (1050/1020–800 lat p.n.e.)
  - stopnie Kelheim I-III
  - stopień Mauern

Swoim zasięgiem omawiana kultura w kierunku południowym osiąga łuk Alp, w kierunku wschodnim obejmuje Górną Austrię, natomiast granica w części północnowschodniej przebiega wzdłuż pasma Szumawy, Lasu Czeskiego, Lasu Frankońskiego i Lasu Turyńskiego aż do Hesji, gdzie sięga rzeki Lahn i dalej wiedzie ku dolnej Mozeli. W stronę zachodnią omawiana jednostka przekracza górną Mozelę. W zasięgu jej występowania wyróżniamy kilka grup, które wykazują pewne różnice między sobą:
- Grupa górnobawarska – w południowej Bawarii. W grupie tej popielnice znajdują się często w obstawie kamiennej, lub w skrzyniach z płyt kamiennych.
- Grupa dolnobawarska – w północnej Bawarii. Obrządek pogrzebowy jest tu taki sam jak w grupie górnobawarskiej. W ceramice można rozpoznać silne wpływy kultury knowiskiej i kultury milaweckiej, takie jak na przykład naczynia piętrowe. Mamy tu bogaty inwentarz metalowy.
- Grupa dolnomeńsko-szwabska – tereny nad górnym Dunajem i nad Nekarem, ku północy sięgała aż po rzekę Lahn. W ceramice występuje tu ostre profilowanie załomów naczyń. Wyróżnia się w niej podgrupy:
  - Grupa marburska – w górnej Hesji.
  - Grupa Hanau – nad dolnym Menem.
  - Grupa Friedberg – również nad dolnym Menem.
- Grupa dolnoheska – w północnej Hesji. Wykazuje ona podobieństwa z sąsiednimi grupami z terenów Westfalii i Saksonii.
- Grupa górnoreńsko-szwajcarska – obejmowała tereny nad górnym Renem w północno-zachodniej Szwajcarii, w Badenii i w Alzacji. Charakteryzuje się ona typową dla niej ceramiką oraz występowaniem osad nawodnych.

## Gospodarka
Gospodarka południowoniemieckiej kultury pól popielnicowych opierała się na uprawie ziemi i hodowli. Wśród hodowanych zwierząt zdecydowanie dominowało bydło. W obrębie omawianej jednostki taksonomicznej wytworzył się ważny ośrodek metalurgiczny, bazujący na złożach alpejskich. Doprowadziło to do rozwoju handlu, co z kolei przyczyniło się do wzbogacenia się części ludności.

## Osadnictwo i budownictwo
Osady omawianej kultury miały przeważnie charakter otwarty, czyli nie były fortyfikowane. Jednakże są od tego wyjątki zwłaszcza wśród osad wznoszonych na wyżynach, w miejscach z natury obronnych, chociaż grody z pokaźnymi konstrukcjami obronnymi zdarzały się również na bardziej płaskich obszarach. Tendencja do fortyfikowania osiedli nasiliła się zwłaszcza w okresie Hallstatt B. Budynki były budowane na planie prostokąta, w konstrukcji konstrukcji słupowej i zrębowej. Przykładem osady południowoniemieckiej kultury pól popielnicowych jest stanowisko w Bad Buchau, gdzie zaobserwowano zmiany w rozplanowaniu osiedla w następujących po sobie fazach. W początkowej fazie wyróżniono trzydzieści niewielkich domów, a w fazie późniejszej już tylko dziewięć dużych gospodarstw.
W południowej części obszarów objętych zasięgiem południowoniemieckiej kultury pól popielnicowych, nad jeziorami południowoniemieckimi i szwajcarskimi wznoszono osiedla nawodne (palafitowe). Lokowano je w strefach przybrzeżnych jezior. Domy ustawiane były na palach wbitych w dno jeziora. 

## Obrządek pogrzebowy
Dominował ciałopalny obrządek pogrzebowy. Groby, najczęściej popielnicowe, tworzyły większe cmentarzyska. Jednak przez cały okres trwania omawianej kultury zdarzały się również nieliczne pochówki szkieletowe. Oprócz dominujących grobów płaskich istniały także groby kurhanowe, zwłaszcza w Nadrenii. Pod kurhanami składano tam często zwłoki osób bogato wyposażonych, co świadczy o istnieniu elit w tej kulturze. Z okresu Hallstatt A znane są liczniejsze grupy grobów szkieletowych, wyposażonych w brązowe miecze. Zdarzają się także w tym obrządku pochówki podwójne kobiety i mężczyzny. W późniejszym okresie wyrażanie prestiżu poprzez bogato wyposażone pochówki szkieletowe zaczyna zanikać.

## Inwentarz
Ceramika południowoniemieckiej kultury pól popielnicowych jest zróżnicowana pod względem form. Występują tutaj takie naczynia jak: baniaste lub dwustożkowate wazy o wyodrębnionych cylindrycznych szyjach z rozchylonym brzegiem, podobne naczynia mniejszych rozmiarów, naczynia wazowate o szyjach stożkowatych lub lejkowatych, szerokootworowe naczynia misowate, wazki zaopatrzone w uszka u nasady szyi, naczynia ostroprofilowane, pucharki o wąskim dnie, czerpaki, kubki. Występują na nich różne formy ornamentów, na przykład: grupy linii poziomych i ukośnych kresek, meandry, poziome żłobki.
Ważną rolę odgrywała metalurgia i odlewnictwo. Wśród wyrobów metalowych można wymienić: miecze, noże różnych typów, brzytwy półkoliste o dwustronnym ostrzu z ażurowym uchwytem, szpile brązowe, klamry do pasa, bransolety, wisiorki, guzki, a także naczynia. Warto wspomnieć tu o wykonanym z brązu wózku kultowym odkrytym w miejscowości Acholshausen w Bawarii. W młodszej fazie rozwoju tej kultury miała miejsce fala wpływów ze wschodniej Europy, zwana horyzontem kimmeryjskim. W wyniku tych oddziaływań pojawiły się nowe wyroby metalowe, zwłaszcza broń oraz elementy uprzęży końskiej i pierwsze przedmioty z żelaza. 

## Zanik i wpływ na inne kultury
W czasie trwania schyłkowej fazy Mauern, południowoniemiecka kultura pól popielnicowych zaczęła zanikać, a na jej miejscu wykształciła się kultura zachodniohalsztacka. W trakcie trwania tych przemian doszło do niewielkich przesunięć ludnościowych na północ. Zaowocowało to powstaniem już w okresie Hallstatt C, po północnej stronie Lasu Turyńskiego, tak zwanej grupy Dreitzsch. Ponadto w czasie swojego rozwoju omawiana kultura wywarła znaczny wpływ na sąsiadujące z nią grupy, a zwłaszcza na dolnoreńską kulturę pól popielnicowych, północnotyrolską kulturę pól popielnicowych oraz francusko-katalońską kulturę pól popielnicowych.